# Otto Krahn
Otto Krahn, (Hamburgo, Imperio Alemán, 26 de abril de 1868 - Santiago, Chile, 1 de julio de 1939). Empresario e ingeniero alemán. Hijo de Wolfgang Krahn. Tras hacer sus estudios en diferentes instituciones privadas de Alemania, concluyó en la Universidad de Berlín, donde se graduó como ingeniero.
En 1909 tomó las riendas de la empresa familiar, una compañía que se centró en la producción de caucho crudo, productos del caucho, tela de alta resistencia y productos relacionados.
Viajó a Chile, donde participó en la creación de una compañía industrial en el norte, con Galvarino Gallardo Nieto, miembro del Partido Radical, generando importantes ganancias.
Otto incursionó en la política, siendo candidato al Congreso Nacional en las elecciones de 1915, representando a los radicales en la zona de Antofagasta, pero fue derrotado.
Volvió a Europa, donde sus hijos, Reinhard y Wolfgang Krahn, habían fusionado su empresa a "Albis Plastic Grimm", con filiales en China y el Sudeste Asiático, donde había mucho más materia prima para el caucho. Ante esto, decidió regresar a Chile, instalándose en la capital, donde mantuvo su negocio.